# 国际主义 (委内瑞拉)
国际主义（西班牙語：Internacionalismo）是委内瑞拉的一个左翼共产主义组织。该组织成立于1964年，由Marc Chirik及与其有联系的一些人建立。1975年，该组织参加了国际共产主义潮流的成立会议，并成为其支部至今。该组织出版评论刊物《国际主义》。